# Liste von Blindenmuseen
Dies ist eine Liste von Blindenmuseen.
- Deutsches Blinden-Museum Berlin
- Dialog im Dunkeln, Hamburger Unternehmen
- Blindenmuseum (Hannover) im Landesbildungszentrum für Blinde
- Schweizerisches Blindenmuseum, Zollikofen
- MuZIEum, Nijmegen, Niederlande